# Suberites stilensis
Suberites stilensis är en svampdjursart som beskrevs av Burton 1933. Suberites stilensis ingår i släktet Suberites och familjen Suberitidae. Inga underarter finns listade i Catalogue of Life.